# Kolačno
Kolačno es un municipio del distrito de Partizánske en la región de Trenčín, Eslovaquia, con una población estimada a final del año 2024 de 899 habitantes.
Se encuentra ubicado al sur de la región, cerca del río Nitra (cuenca hidrográfica del Danubio) y de la frontera con la región de Nitra.

## Demografía
| Año        | 1994 | 2004    | 2014    | 2024    |
| ---------- | ---- | ------- | ------- | ------- |
| Población  | 921  | 887     | 878     | 899     |
| Diferencia |      | −3,69 % | −1,01 % | +2,39 % |

| Año        | 2023 | 2024    |
| ---------- | ---- | ------- |
| Población  | 892  | 899     |
| Diferencia |      | +0,78 % |